# Bahnhof Meinerzhagen
Der Bahnhof Meinerzhagen existiert seit dem Jahr 1892. Er liegt an der Bahnstrecke Hagen–Dieringhausen (Volmetalbahn). Außerdem gibt es die nur noch im Güterverkehr bediente Stichstrecke nach Krummenerl.
Anschluss an das Bahnnetz fand Meinerzhagen erstmals am 1. Juli 1892, als an der Volmetalbahn der Abschnitt zwischen Brügge und Meinerzhagen in Betrieb genommen wurde. Der Bau einer 1902 geplanten Weiterführung der Strecke von Meinerzhagen nach Olpe und damit ins Siegerland endete 1927 in Krummenerl.

## Geschichte

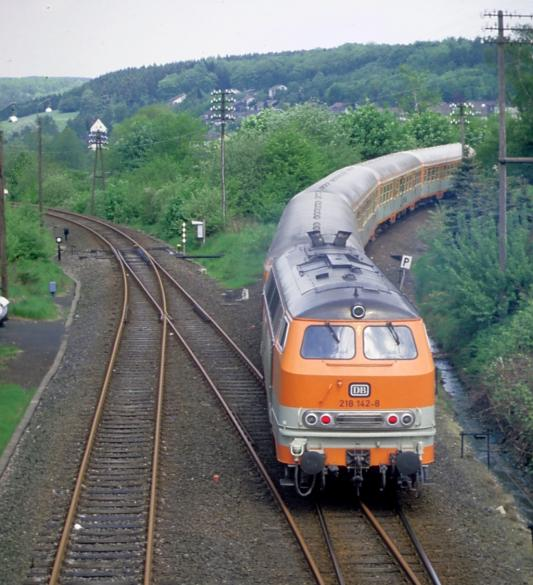
Die City-Bahn in Pop-Lackierung fuhr in den 1980er Jahren von Meinerzhagen über Marienheide nach Köln.

Der Bahnhof Meinerzhagen wurde früher von folgenden Verbindungen bedient:
- Eilzug: Köln–Hagen (bis 1979)
- Dieringhausen–Hagen (1979–1981)
- Köln–Brügge (Westf) (1981–1984)
- Citybahn: Köln–Meinerzhagen (1984–1986)
- Nahverkehrszug: Dieringhausen–Brügge (Westf)
- Meinerzhagen–Krummenerl (1927–1955)
- Eilzug: Lüdenscheid–Köln
- Nahverkehrszug: Essen–Waldbröl

### Stilllegung im Jahr 1986
Auf der eingleisigen Eisenbahnstrecke von Hagen nach Dieringhausen wurde im Streckenabschnitt bei Meinerzhagen mit dem 31. Mai 1986 der Personenverkehr eingestellt, das Bahnhofsgebäude wurde 1983 geräumt und 1987 abgerissen.

### Reaktivierung ab 2012

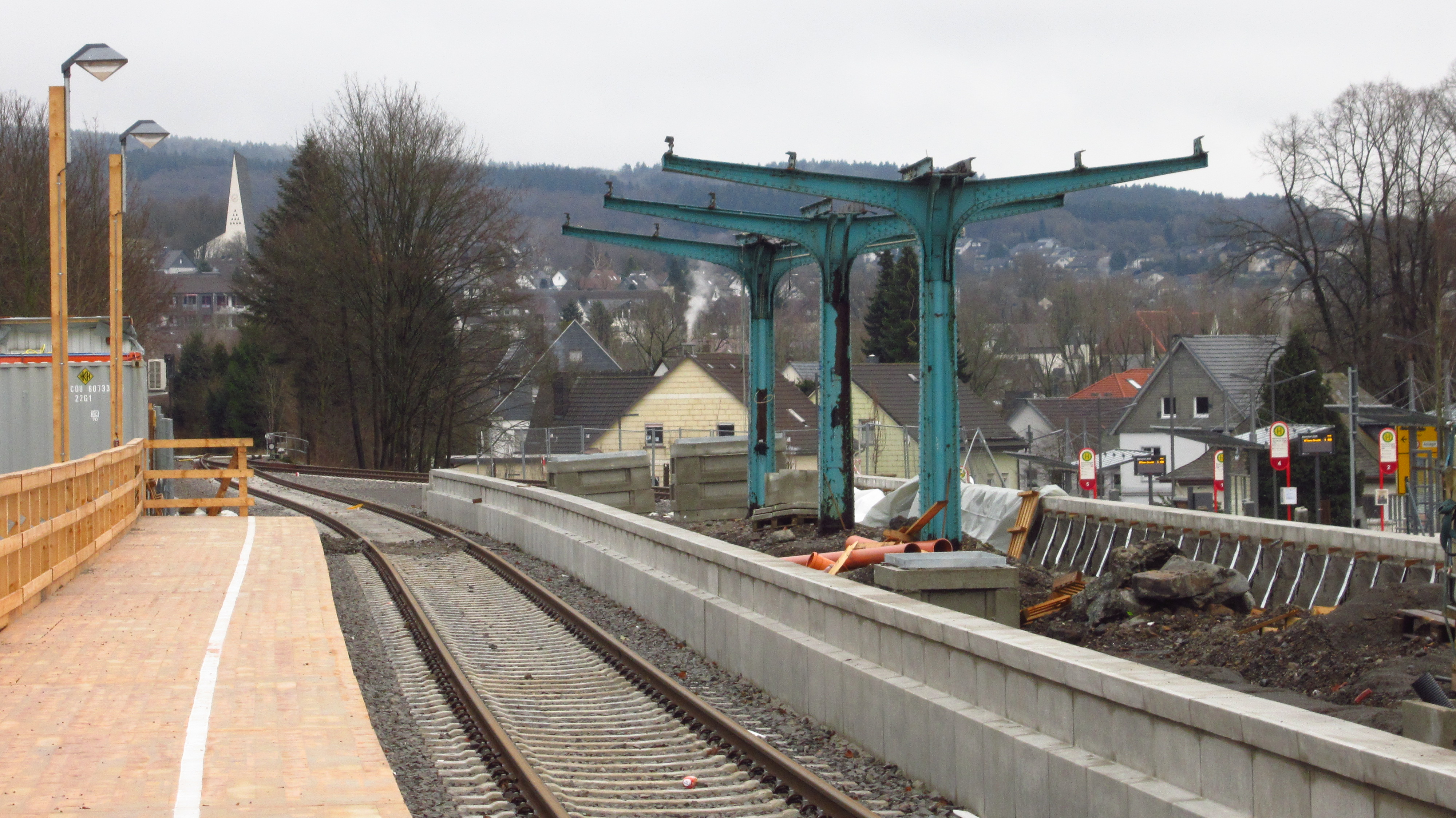
Bahnhof Meinerzhagen, während der Umbauarbeiten, im Jahr 2013

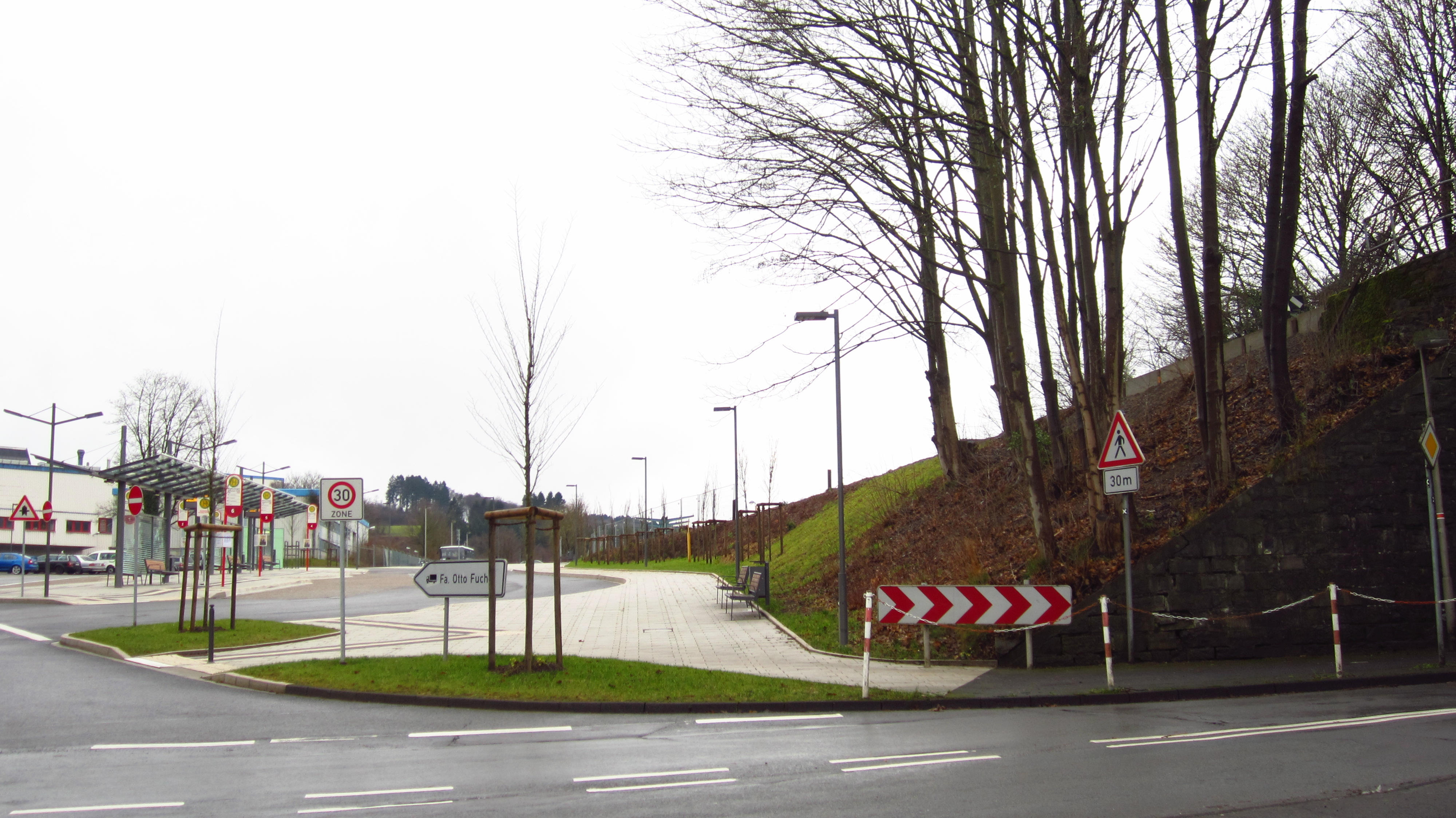
Bahnhof Meinerzhagen (2013), Blick von der Bahnhofstraße aus Richtung Stadtzentrum. Links der ZOB, rechts der Bahndamm, ganz am rechten Bildrand die marode Bahnbrücke. Hier wurde eine Fußgängerbrücke über die Gleise gebaut, so dass Fußgänger von der Straße zum Mittelbahnsteig gelangen können.

Nach dem Konzept „Regionale Integriertes Entwicklungs- und Handlungskonzept Oben an der Volme“ sollte in Meinerzhagen die Qualifizierung der Verkehrsstation Bahnhof Meinerzhagen und des Umfelds stattfinden.
Im Rahmen der Regionale 2013 war nach der Reaktivierung des Bahnhofs geplant, die Verkehrsschnittstelle Bahn, Bus, Park & Ride, Bike & Ride auszubauen. Außerdem sollte die Verbindung des Bahnhofs Meinerzhagen mit dem Ortskern attraktiver gestaltet werden.
Die Bauarbeiten zur geplanten Reaktivierung begannen im Oktober 2012. Zunächst wurden alle vorhandenen Gleisanlagen entfernt, um zwei neue Gleise zu verlegen. Durch Insolvenz einer Baufirma verzögerten sich die Arbeiten, so dass ab dem Fahrplanwechsel im Dezember 2013 Meinerzhagen von der Deutschen Bahn durch Schienenersatzverkehr-Busse in Richtung Dieringhausen bedient wurde. Seit dem 27. Februar 2014 verkehren wieder Personenzüge durchgängig vom Bahnhof Meinerzhagen über Köln Hauptbahnhof bis zum Haltepunkt Köln Hansaring.
Es wurde eine Fußgängerbrücke über die Gleise angelegt, so dass Fußgänger von der tieferliegenden Straße über eine Treppe hoch zum Bahndamm und weiter hoch über die Gleise und dann wieder treppab zum Mittelbahnsteig gelangen können. Zwei Aufzüge wurden installiert. Die Brücke erschließt auf der anderen Seite zudem das höher gelegene Stadtviertel Bamberg niveaugleich. Ein Bahnsteigzugang über eine einfache Treppe von der unterhalb der Gleise gelegenen Bahnhofstraße mittels einer Unterführung hoch zum Bahnsteig war nicht vorgesehen.
Der Bahnhof Meinerzhagen war vom 15. Dezember 2013 bis zum 9. Dezember 2017 Endstation der Regionalbahnlinie 25 (Oberbergische Bahn). Mit dem Fahrplanwechsel 2017 wurde die Verlängerung über den Bahnhof Kierspe und den Bahnhof Lüdenscheid-Brügge zum Bahnhof Lüdenscheid in Betrieb genommen.

## Betrieb

### Schienenpersonennahverkehr
Der Bahnhof hat inzwischen nur noch einen Mittelbahnsteig mit zwei Gleisen und wird von einer Regionalbahnlinie angefahren:
| Linie | Linienverlauf | Takt   | Verkehrsverbund |
| ----- | --- | ------ | --------------- |
| RB 25 | Oberbergische Bahn: Köln Hansaring – Köln Hbf – Köln Messe/Deutz – Köln Trimbornstraße – Köln Frankfurter Straße – Rösrath-Stümpen – Rösrath – Hoffnungsthal – Lohmar-Honrath – Overath – Engelskirchen – Ründeroth – Gummersbach-Dieringhausen – Gummersbach – Marienheide – Meinerzhagen – Kierspe – Halver-Oberbrügge – Lüdenscheid-Brügge – Lüdenscheid Stand: Fahrplanwechsel Dezember 2023 | 60 min | VRS, NWL        |

### Weiterer öffentlicher Personennahverkehr
Östlich des Bahnhofs befindet sich der Zentrale Omnibusbahnhof (ZOB). Dieser besteht aus sechs Bushaltebuchten und wird von Buslinien der folgenden Verkehrsverbünde bedient:
- Verkehrsgemeinschaft Ruhr-Lippe (VRL) (Linien der Märkische Verkehrsgesellschaft MVG)
- Verkehrsgemeinschaft Westfalen-Süd (VGWS) (Linien der Verkehrsbetriebe Westfalen-Süd VWS)
- Verkehrsverbund Rhein-Sieg (VRS) (Linien der Oberbergische Verkehrsgesellschaft OVAG)

(Stand: unbekannt)
| Linie | Linienverlauf | Verkehrsverbund | Anmerkungen                                                                      |
| ----- | --- | --------------- | -------------------------------------------------------------------------------- |
| 80    | Meinerzhagen, Bahnhof – Schöppenkampstraße – Trotzenburg – Schlenke                                                              | VRL             | Stadtverkehr                                                                     |
| 81    | Meinerzhagen, Bahnhof – Stadthalle – Goethestraße – Heerhof – Goethestraße – Bahnhof                                             | VRL             | Stadtverkehr                                                                     |
| 281   | Meinerzhagen, Bahnhof – Schöppenkampstraße – Heerhof – Rothenstein (Goethestraße)                                                | VRL             | Ringlinie, nur in der Nebenverkehrszeit                                          |
| 82    | Meinerzhagen, Bahnhof – Kierspe, Bahnhof – Kierspe, Dorf                                                                         | VRL             | Taktverkehr                                                                      |
| 282   | Meinerzhagen, Darmche – Schwenke – Scherl – Stadthalle – Meinerzhagen, Bahnhof – Kierspe, Dorf                                   | VRL             | Ergänzung für Linie 82, nur einzelne Fahrten                                     |
| 84    | Meinerzhagen, Bahnhof – Kierspe – Halver – Breckerfeld – Hagen                                                                   | VRL             | Taktverkehr, als Verlängerung der Linie 82                                       |
| 95    | Meinerzhagen, Bahnhof – Lengelscheid – Fürwiggetalsperre – Neuemühle                                                             | VRL             | ehem. Linie 52. An Schultagen einmal täglich als Linie 52 weiter nach Herscheid. |
| 252   | Meinerzhagen, Bahnhof – Valbert – Nordhelle – Herscheid – Neuemühle – Fürwiggetalsperre – Homert – Bahnhof Lüdenscheid           | VRL             | Wanderbuslinie, nur sonntags im Sommer                                           |
| 296   | Meinerzhagen, Südschule – Meinerzhagen, Bahnhof – Hahnenbecke – Flugplatz – Genkel – Redlendorf – Heed – Aggertal – Kropplenberg | VRL             | einzelne Fahrten                                                                 |
| 320   | Meinerzhagen, Bahnhof – Holzwipper – Börlinghausen, Wupperquelle – Dannenberg – Müllenbach – Rodt – Marienheide                  | VRS             | annähernd Zwei-Stunden-Takt                                                      |
| R52   | Meinerzhagen, Bahnhof – Bleche – Drolshagen – Frenkhausen – Olpe                                                                 | VGWS            |                                                                                  |
| R52MK | Meinerzhagen, Bahnhof – Hespecke – Krummenerl – Hunswinkel – Herpel – Schreibershof – Drolshagen                                 | VGWS            |                                                                                  |
| R60MK | Meinerzhagen, Bahnhof – Hunswinkel – Windebruch – Attendorn                                                                      | VGWS            | einzelne Fahrten                                                                 |
| R61   | Meinerzhagen, Bahnhof – Valbert – Grotewiese – Neu-Listernohl – Attendorn                                                        | VGWS            |                                                                                  |
| R61MK | Meinerzhagen, Bahnhof – Hardenberg – Valbert – Ebberg (– Attendorn)                                                              | VGWS            | einzelne Fahrten                                                                 |

### Verworfene und aktuelle Planungen
Der Entwurf des Nahverkehrsplans 2016 des Zweckverband Nahverkehr Rheinland sah im "Zielnetz 2030+" vor, dass die bisherige RB 25 nach dem Jahr 2030 als S-Bahn-Linie S 15 bis Gummersbach verkürzt werden würde. Dafür hätte auf der Strecke ein stündlicher Regional-Express (Linie RE 22) von Trier bis Lüdenscheid angeboten werden sollen. Neueren Planungen zufolge soll jedoch der Regional-Express entfallen, und es soll ein Umstieg in Gummersbach notwendig werden. Dagegen gibt es starken Protest; es wird auf den Erhalt der umsteigefreien Verbindung nach Köln gedrungen.
Im März 2022 kündigte der Nahverkehr Westfalen-Lippe (NWL) an, dass ab dem Jahr 2023 aufgrund der jahrelangen Sperrung der Autobahn A45 ein zusätzlicher Regional-Express (Linie RE 55) die Städte Meinerzhagen und Hagen direkt miteinander verbinden sollte. Zusammen mit der RB 25 (Köln–Lüdenscheid) und der RB 52 (Lüdenscheid–Dortmund) würde sich im Volmetal ein Halbstundentakt ergeben. Die Planungen zum RE 55 wurden im Mai 2022 zunächst zurückgestellt.